# Lars Sponheim
Lars Sponheim (né le 23 mai 1957 à Halden), est un agriculteur et homme politique norvégien (Venstre).

## Carrière politique
Lorsque Sponheim est élu en 1993, cela faisait huit ans (soit deux mandatures) que son parti Venstre n'avait pas eu de représentant au Storting. Il reste député jusqu'en 2009, année où il se représente pour un cinquième mandat, mais il est battu.
Vu comme l'homme de la situation, il est désigné président de son parti en 1996, mais à la suite de son échec aux législatives de 2009, il quitte son poste de président du parti en 2010.
Il est nommé par deux fois ministre dans des gouvernements de coalition centre démocrate-chrétien et droite. Ministre de l'Industrie et du Commerce du 17 octobre 1997 au 3 mars 2000 (Gouvernement Bondevik I) puis Ministre de l'Agriculture de 2001 à 2005 (Gouvernement Bondevik II). 
Le 1er mars 2010, il est nommé fylkesmann du Comté de Hordaland pour une durée de six ans.